# Martin Benrath
Martin Benrath, all'anagrafe Helmut Kurt August Hermann Krüger (Berlino, 9 novembre 1926 – Herrsching am Ammersee, 31 gennaio 2000), è stato un attore tedesco, che fu attivo principalmente in campo televisivo e teatrale.
Tra cinema e - soprattutto - televisione, partecipò ad un'ottantina di differenti produzioni, a partire dall'inizio degli anni cinquanta, lavorando in vari film TV. Tra i suoi ruoli più noti, figurano, tra l'altro, quelli nei film I morituri (1965), Un mondo di marionette (1980), Stalingrad (1993) , quello del banchiere Bernheim nella miniserie televisiva Padri e figli (Väter und Söhne - Eine deutsche Tragödie, 1986), quello del nonno nella miniserie televisiva Der Laden (ruolo, quest'ultimo, che gli è valso alcuni premi), ecc.
Fu insignito della croce al merito della Repubblica Federale Tedesca e dell'ordine di Massimiliano per le scienze e le arti.

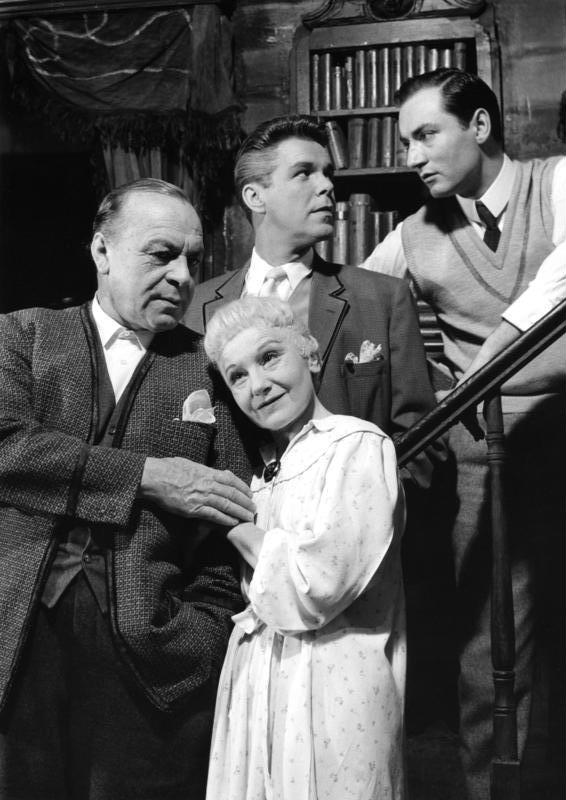
Martin Benrath assieme a Paul Hartmann, Elisabeth Bergner e Heinz Drache alla Düsseldorfer Schauspielhaus nella rappresentazione di Long day's journey into night di Eugene O'Neill

Era il marito dell'attrice Marianne Klein.

## Filmografia parziale

### Cinema
- Müllerstrasse 3 - cortometraggio (1953)
- Der Engel mit dem Flammenschwert (1954)
- Kriegsgericht (1959)
- Die ideale Frau (1959) - Axel Jungk
- I morituri (1965)
- Eintausend Milliarden (1974)
- Berlinger (1975)
- Un mondo di marionette (1980)
- Erfolg (1991) - Dott. Otto Klenk
- Schtonk!, regia di Helmut Dietl (1992)
- Stalingrad (1993) - Gen. Hentz
- Der Kinoerzähler (1993)
- Beim nächsten Kuß knall ich ihn nieder (1996) - Thomas Mann
- Widows - Erst die Ehe, dann das Vergnügen (1998)
- Der Campus (1998)
- Alle für die Mafia (1998)
- Beresina oder Die letzten Tage der Schweiz (1999)

### Televisione
- Nathan der Weise - film TV (1956)
- Die chinesische Mauer - film TV (1958)
- Die Frau des Fotografen - film TV (1958)
- Wir sind noch einmal davongekommen - film TV (1961)
- Hedda Gabler - film TV (1963)
- Marie Octobre - film TV (1964)
- Nachtzug D 106 - film TV (1964)
- Die fünfte Kolonne - serie TV, 1 episodio (1965)
- Ein idealer Gatte - film TV (1965) - Sir Robert Chiltern
- Der Panamaskandal - film TV (1967) - Charles de Lesseps
- Ein Riß im Eis - film TV (1967) - Capitano Miller
- Die Mission - film TV (1967) - Monsignore
- Heydrich in Prag - film TV (1967) - Heydrich
- Dieser Platónow... - film TV (1967) - Platónow
- Wie es euch gefällt - film TV (1968) - Jacques
- Was Ihr wollt - film TV (1968) - Orsino
- Der Fall Liebknecht-Luxemburg - film TV (1969)
- Erschwerte Möglichkeit der Konzentration - film TV (1970)
- Die Nacht von Lissabon - film TV (1971)
- Der Marquis von Keith - film TV (1972) - Marchese von Keith
- Travesties - film TV (1977)
- Als Hitler das rosa Kaninchen stahl - film TV (1978)
- L'ispettore Derrick - serie TV, ep. 10x07, regia di Jürgen Goslar (1983) - Lohmann
- Padri e figli (Väter und Söhne - Eine deutsche Tragödie) - miniserie TV (1986) - Banchiere Bernheim
- L'ispettore Derrick - serie TV, ep. 14x11, regia di Franz-Peter Wirth (1987) - Thomas Goos
- Der Tod kam als Freund - film TV (1991) - Gerhard Selb
- Die Unbestechliche - serie TV, 4 episodi (1994-1998) - ruoli vari
- L'ispettore Derrick - serie TV, ep. 23x06, regia di Helmuth Ashley (1996) - Hugo Droste
- L'ispettore Derrick - serie TV, ep. 24x06, regia di Helmuth Ashley (1997) - Armin Terza
- Der Laden - miniserie TV (1998) - nonno
- Sophie - Schlauer als die Polizei erlaubt - serie TV, 14 episodi (1997) - Peter Anselm
- Zwei Asse und ein König - film TV (2000)
- Natascha - film TV (2000)

## Doppiatori italiani
- Gianfranco Bellini in I morituri
- Sandro Iovino in Un mondo di marionette
- Renato Mori in Stalingrad
- Pietro Biondi in "L'ispettore Derrick" (1996)
- Gianni Musy in "L'ispettore Derrick" (1997)

## Premi e nomination (lista parziale)
- 1973: Goldene Kamera per la miglior lettura drammatica per Scheinwerfer in die Nacht[3][6]
- 1993: Bayerischer Filmpreis alla carriera[3][6]
- 1998: Premio Adolf Grimme per Der Laden (condiviso con il regista Jo Baier) [3][6]
- 1999: Deutscher Fernsehpreis come miglior attore non protagonista per Der Laden[3][6]

## Onorificenze (lista parziale)
- 1982: Croce al merito della Repubblica Federale Tedesca[3]
- 1988: Ordine al merito bavarese[3]
- 1995: Ordine di Massimiliano per le scienze e le arti [3][4]